# Chionaspis agonis
Chionaspis agonis är en insektsart som beskrevs av Fuller 1897. Chionaspis agonis ingår i släktet Chionaspis och familjen pansarsköldlöss. Inga underarter finns listade i Catalogue of Life.